# Caméra Café
Caméra Café (/'kamera ka'fe/) è una sitcom francese trasmessa dal 2001 sul canale televisivo M6, da cui ha avuto origine una numerosa serie di adattamenti televisivi in tutto il mondo.
La serie, ideata da Bruno Solo, Yvan Le Bolloc'h e Alain Kappauf, è stata originariamente trasmessa tra il 2001 e il 2003; da essa sono stati tratti due film: Espace Détente (2005) e Le Séminaire - Caméra Café (2009).
Nel 2010 la serie ha cambiato il titolo in Caméra Café 2: La Boîte du dessus, o alternativamente Caméra Café 2, a causa del totale rinnovo del cast artistico. La nuova versione della sitcom è stata trasmessa sempre su M6 dal 18 gennaio e in seguito interrotta il 12 febbraio a causa dei bassi ascolti.

## Sinossi
La serie si snoda su vari racconti di vita vissuti in una realtà aziendale di provincia situata in un edificio per uffici utilizzato da diverse aziende. Le storie sono l'una indipendente dall'altra, sebbene qualcuna di esse contiene di richiami o riferimenti a certi eventi avvenuti in puntate precedenti. 
L'originalità della serie verte sulla macchina da caffè, situata in area relax, che diviene il punto di vista dello spettatore durante ogni puntata. L'ingresso dell'ascensore del piano dà immediatamente nell'area ristoro e si possono vedere sfilare le varie personalità della media-piccola impresa francese, connotate da un umorismo caricaturale e talvolta cinico: dai dipendenti e i dirigenti d'azienda si passa  all'autista personale del presidente dell'azienda sino ai collaboratori esterni e ai clienti.
L'area relax si presenta come un ampio corridoio cieco con la macchina da caffè addossata sulla parete di fondo, quella più vicina allo spettatore. Le pareti laterali sono dipinte di bianco e decorate con alcune cornici; il pavimento è ricoperto da una moquette grigia su cui insistono tre tavoli in alluminio e due/tre piantine per interni. Sul lato sinistro è presente la porta per i servizi igienici che gli attori utilizzano spesso per uscire di scena. Nelle vicinanze dell'ascensore sono presenti dei disimpegni laterali che portano agli uffici superiori. 
Nella serie vengono menzionati anche gli uffici presenti negli altri piani, ad esempio nel piano inferiore si trova la centranilista Juju, al piano superiore l'azienda concorrente Digix.
Per quanto riguarda i prodotti venduti dall'azienda, si evince attraverso le puntate che consistano principalmente in forniture per ufficio, fotocopiatrici e soprattutto nelle misteriose C14 (presumibilmente stampanti).

## Adattamenti esteri
Gli adattamenti esteri della sitcom sono stati numerosi. Le principali nazioni in cui la serie è stata esportata sono:
- Irlanda: Camera Café (2002-2003) su RTÉ[1]
- Québec: Caméra Café (2002-2012) su TVA[2][3]
- Grecia: Camera Cafe (2002) su Mega Channel[4][5]
- Italia: Camera Café (2003-2017) su Italia 1 e Rai 2[6][7]
- Polonia: Camera Café (2004) su TVN e Comedy Central[8][9]
- Spagna: Camera Café (2005-2009) su Telecinco[10][11]
- Portogallo: Câmara Café (dal 2006) su RTP1[12]
- Brasile: Câmera Café (2007-2008) su SBT[13]
- Filippine: Camera Café (2007-2009) su GMA e QTV[14][15]
- Indonesia (dal 2008)
- Cile: Camera Café (2008) su Mega
- Colombia: Cámara Café (dal 2008) su Caracol TV[16]
- Svizzera e  Belgio (dal 2008) su VT4[1]
- Vietnam: Camera Công Sở (dal 2010) su VTV3[17]
- Cina: 咖啡间疯云 (dal 2010)
- Riunione: Kaméra Kafé su Antenne Réunion[18]
- Australia
- Fiandre
- Lussemburgo
- Macedonia del Nord
- Tunisia: Camera Cafe Tunisie Officiel (dal 2013)
- Turchia: Kahve Bahane (2009-2010)
- Marocco (dal 2010)
- Algeria (dal 2012)
- Cambogia (2012)
- Romania (dal 2015)